# Ixeris denticulata
Ixeris denticulata là một loài thực vật có hoa trong họ Cúc. Loài này được (Houtt.) Nakai ex Stebbins mô tả khoa học đầu tiên năm 1937.